# Orodel
Orodel è un comune della Romania di 3060 abitanti, ubicato nel distretto di Dolj, nella regione storica dell'Oltenia.
Il comune è formato dall'unione di 5 villaggi: Bechet, Călugărei, Cornu, Orodel, Teiu.